# Os (Hordaland)
Os es un municipio de la provincia de Hordaland, Noruega. Se localiza en el distrito tradicional de Midhorland, justo al sur de la segunda mayor ciudad de Noruega, Bergen. Debido a su proximidad con esta, Os está experimentando un notable aumento de población, que es de 19 097 habitantes según el censo de 2015. El centro administrativo y comercial de Os es el pueblo de Osøyro, el mayor asentamiento del municipio con más del 60 % de la población total. Otros grandes pueblos en Os son Hagavik, Halhjem, Søfteland, Søre Øyane y Søvik.

## Historia

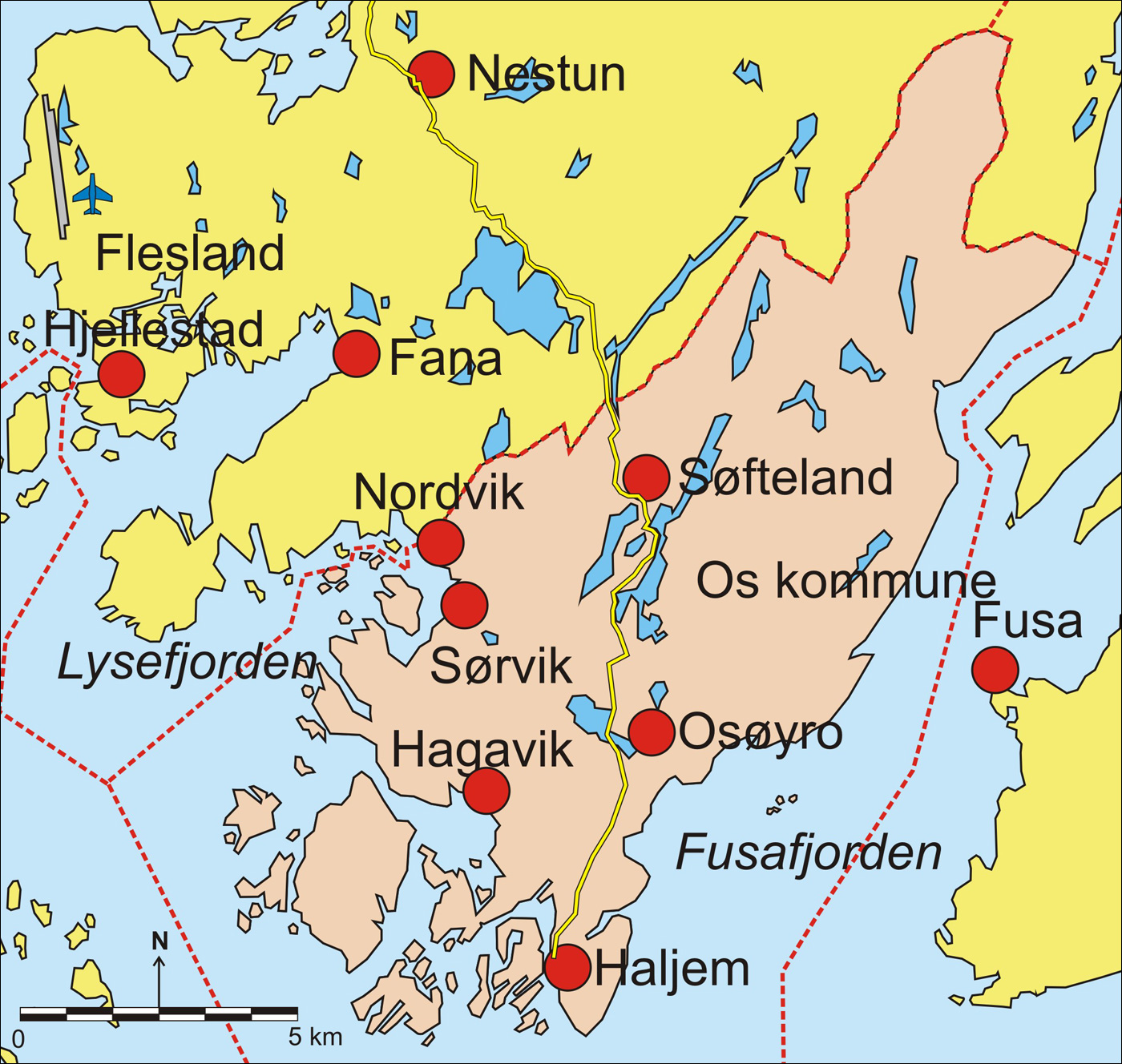
Mapa de Os

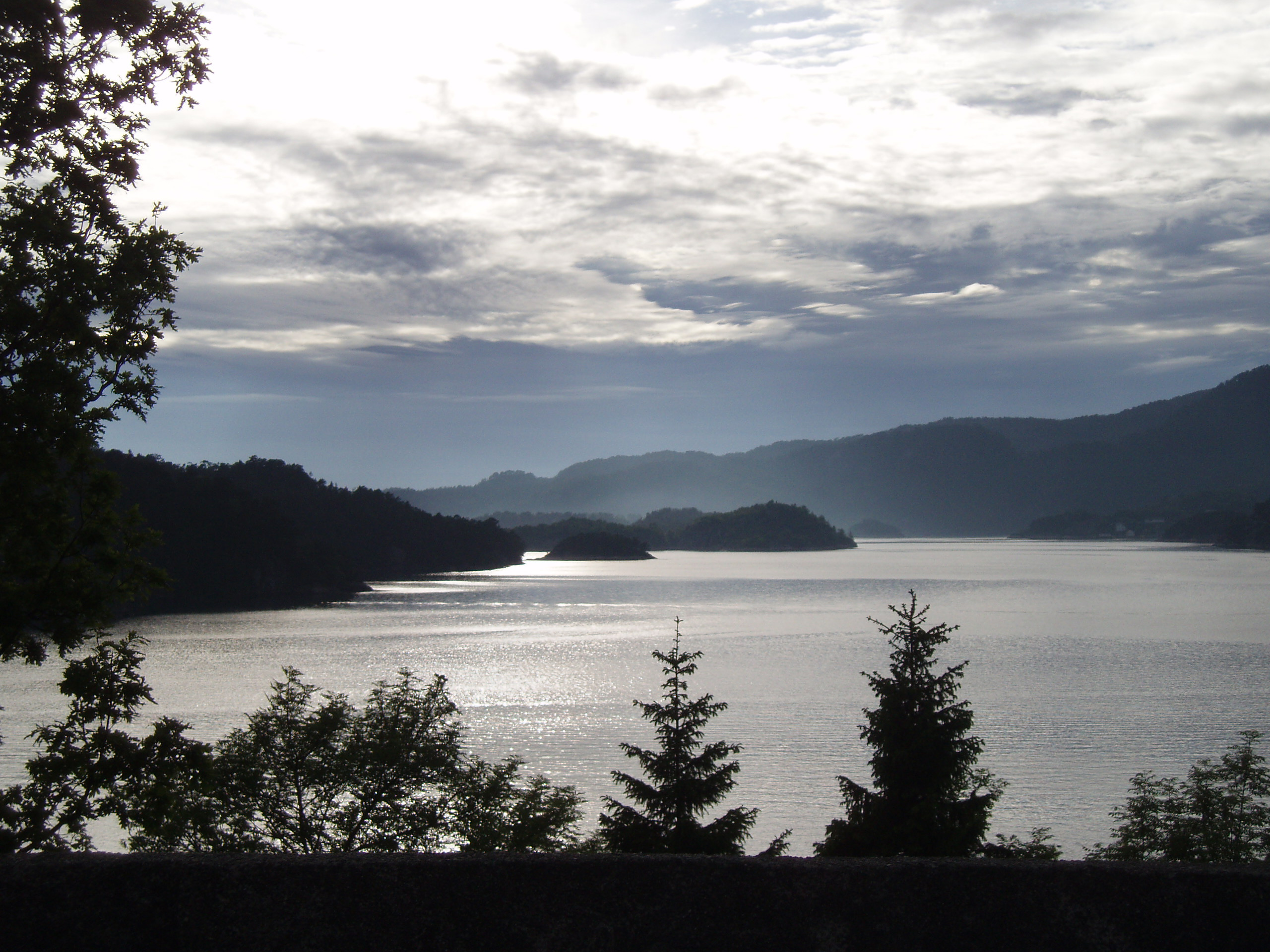
Vista del Lysefjorden de Os

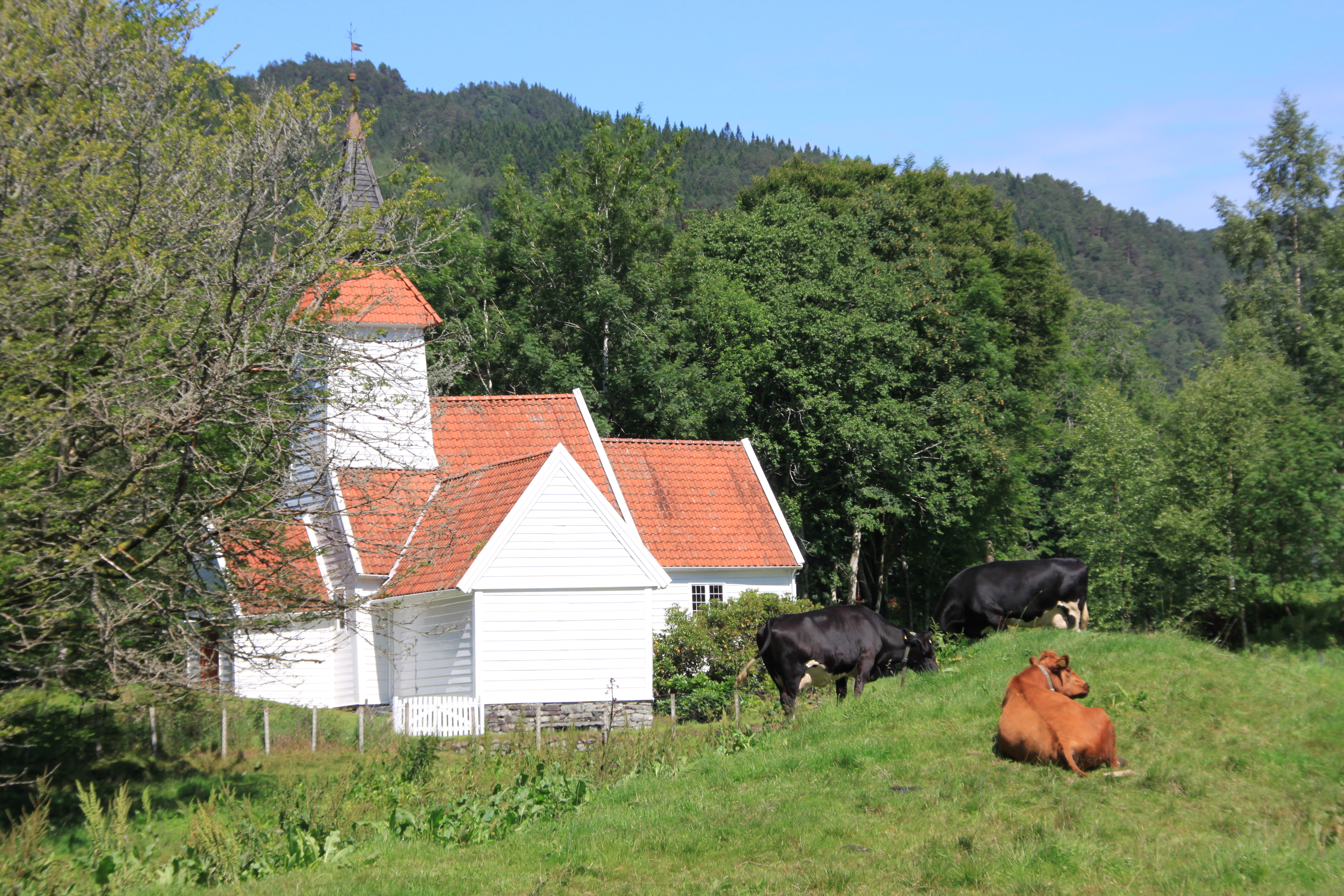
Capilla Lysekloster

Os se estableció originariamente como un formannskapsdistrikt, el predecesor de los municipios actuales en Noruega, el 1 de enero de 1838. En un principio, incluía todo los terrenos alrededor del Fusafjorden. En 1856, la zona este de Os —sobre el fiordo—, se separó para crear el municipio independiente de Fusa. Este hecho dejó a Os con 3750 residentes.
El 1 de enero de 1907, la zona norte del municipio se separó para formar la nueva localidad de Samnanger, reduciendo la población a 3188 habitantes. El 1 de enero de 1964, se transfirió a Os el área de Bogstrand —con 28 habitantes—, perteneciente anteriormente a Fusa. Se trataba de la única zona de Fusa situada en la zona oeste del fiordo. Las fronteras de Os no han vuelto a cambiar desde entonces.
Durante la Segunda Guerra Mundial, el ejército nazi invasor utilizó el campo de concentración de Ulven, ubicado al noroeste de Osøyro.

### Topónimo
El nombre del municipio se debe a la antigua granja Os, donde se encontraba la primera Iglesia de Os. El nombre es idéntico a la palabra del idioma nórdico antiguo óss, que significa «desembocadura del río», en referencia al río Oselva.

### Escudo de armas
El escudo de armas es relativamente moderno, habiendo sido adoptado en 1949 tras una competición local. Las armas son doradas sobre fondo rojo. La parte inferior muestra un Oselvar, un tipo de embarcación tradicionalmente asociada con la zona geográfica. Hay un pequeño dibujo de una flor sobre el barco.

## Iglesias
La Iglesia de Noruega tiene una parroquia (sokn) en el municipio de Os. Forma parte del deanato de Fana, en la Diócesis de Bjørgvin.
| Parroquia (sokn) | Nombre de la iglesia | Localización de la iglesia | Año de construcción |
| ---------------- | -------------------- | -------------------------- | ------------------- |
| Os               | Iglesia de Os        | Osøyro                     | 1870                |
| Os               | Iglesia Nore Neset   | Hagavik                    | 2000                |

## Gobierno

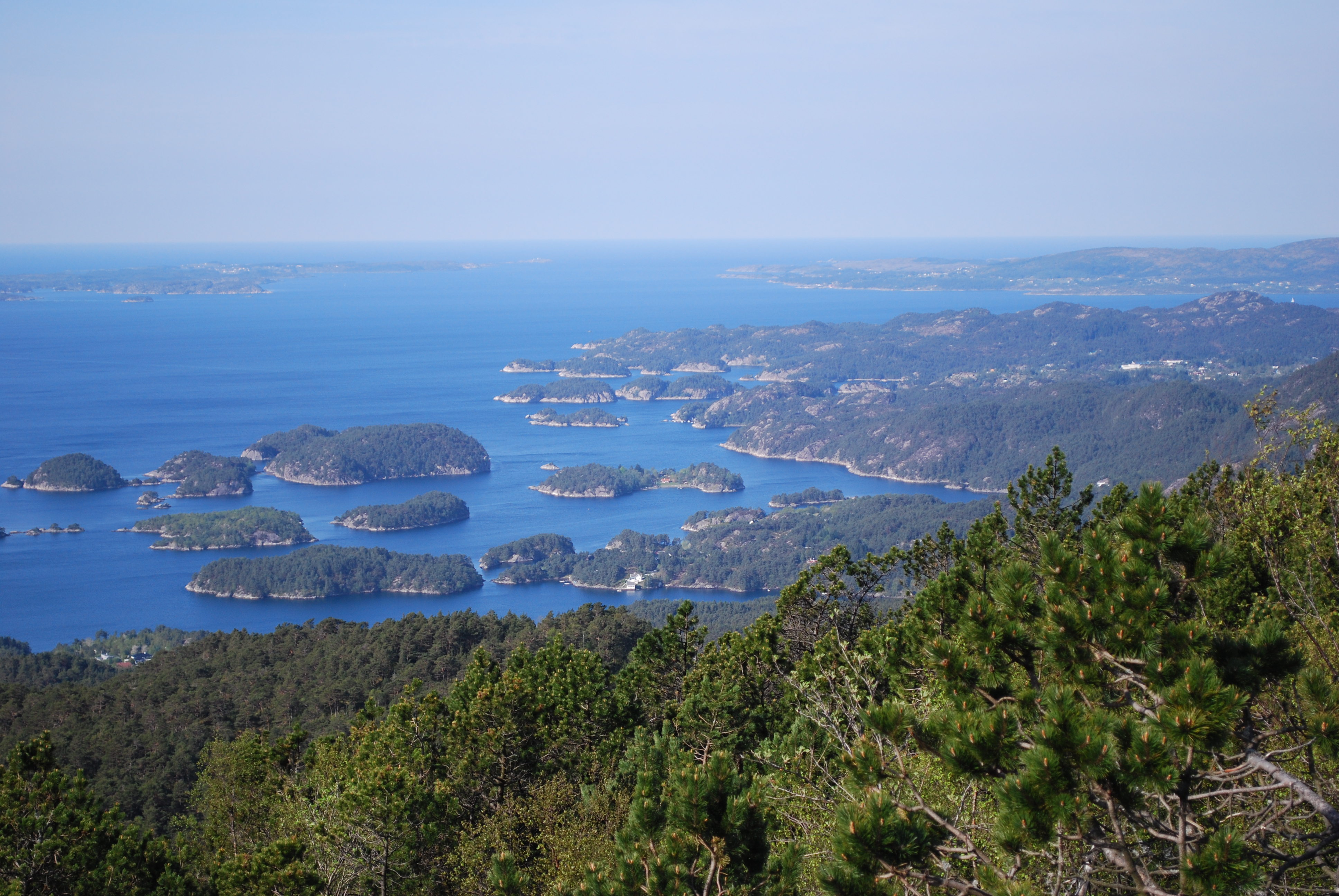
Costa oeste de Os

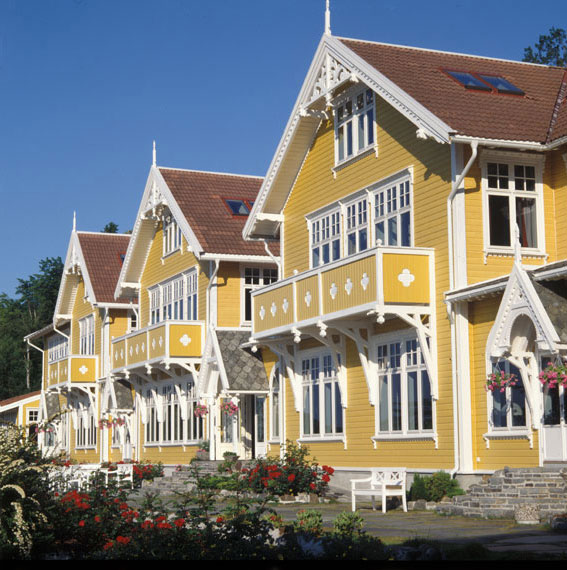
Solstrand Hotel en Osøyro

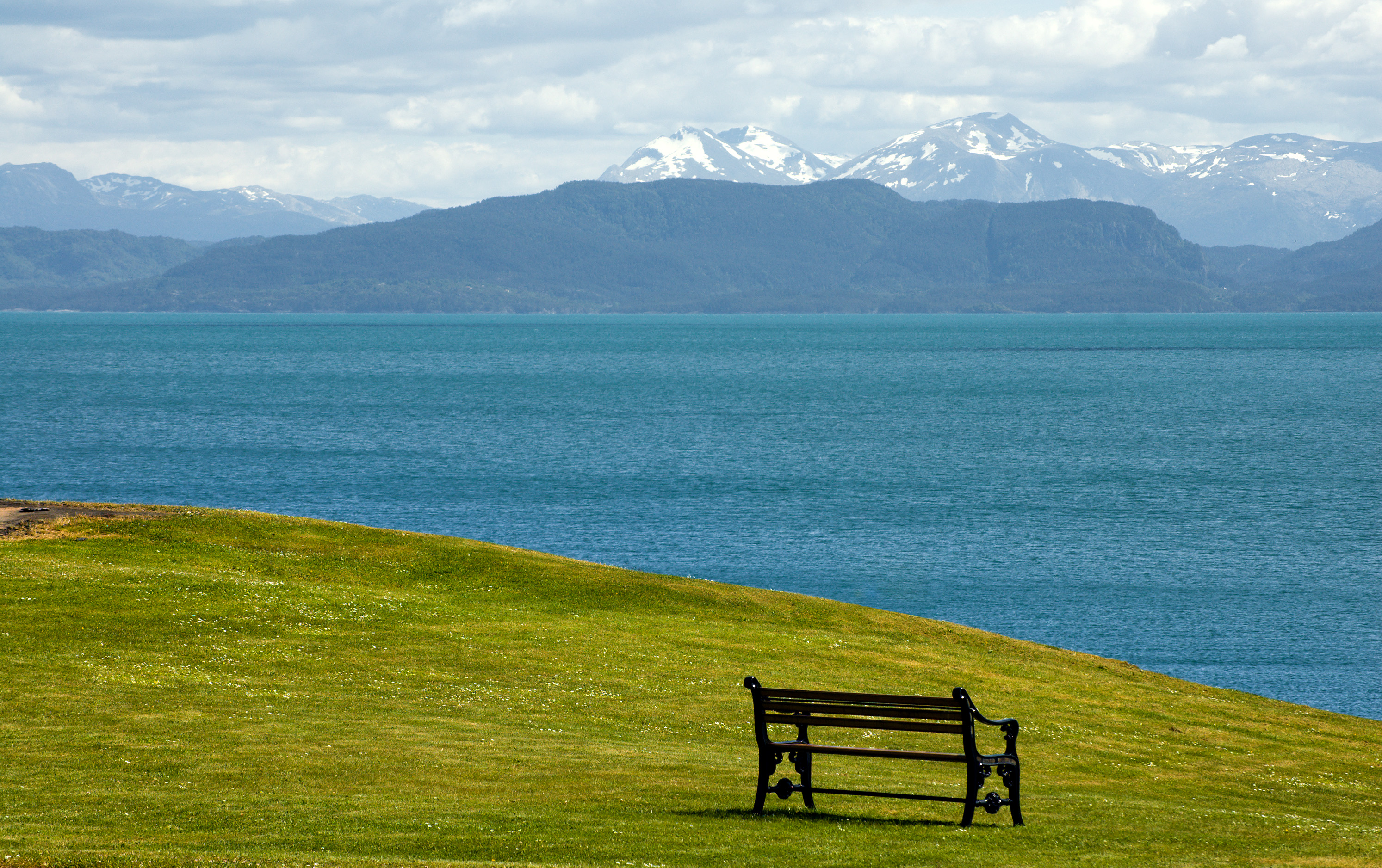
Vista desde el hotel Solstrand, hacia el sureste

Todos los municipios en Noruega, incluido Os, son responsables de su educación primaria —hasta el décimo año—, servicios de asistencia sanitaria, servicios de atención a la tercera edad, desempleo y otros servicios sociales, zonificación, desarrollo económico y carreteras municipales. El municipio es gobernado por el concejo municipal de representantes electos, los cuales eligen un alcalde.

### Concejo municipal
El concejo municipal (Kommunestyre) de Os está formado por 35 representantes que se eligen cada cuatro años. De 2011 a 2015, el reparto por partidos es el siguiente:
| Partido                     | Nombre en Noruega    | Número de representantes |
| --------------------------- | -------------------- | ------------------------ |
| Partido Laborista           | Arbeiderpartiet      | 7                        |
| Partido del Progreso        | Framstegspartiet     | 13                       |
| Partido conservador         | Høgre                | 6                        |
| Partido Demócrata Cristiano | Kristelig Folkeparti | 2                        |
| Partido de centro           | Senterpartiet        | 1                        |
| Venstre                     | Venstre              | 2                        |
| Electores libres            | Lokale lister        | 4                        |
| Número total                |                      | 35                       |

### Alcalde
En 1999, el Partido del Progreso ganó las elecciones locales, y Terje Søviknes fue elegido como el primer progresista en ostentar el cargo de alcalde de Os. Fue reelegido en 2003, 2007 y 2011.
Antes de la Segunda Guerra Mundial, el municipio fue dirigido por el alcalde Nils Tveit, desde 1916 hasta 1940. También ocupó brevemente el cargo una vez terminada la ocupación alemana de Noruega.

## Geografía
El municipio de Os se localiza en la zona sudoeste de la península de Bergen, al sur del municipio de Bergen y al sudeste del municipio de Samnanger. El fiordo Fusafjorden se sitúa al este, el fiordo Bjørnafjorden al sur, y el fiordo Lysefjorden queda al oeste. El municipio de Fusa queda al este —a través del fiordo Fusafjorden—, el municipio de Tysnes al sur —a través del fiordo Bjørnafjorden— y el municipio de Austevoll al oeste —a través del fiordo Lysefjorden—.
La parte sudoeste de Os cuenta con muchas islas pequeñas, incluyendo Skorpo, Strøno e Innerøya. El área metropolitana de Søre Øyane se reparte en varias pequeñas islas cercanas a la costa.
El municipio es un tanto montañoso, en especial la zona noreste. La montaña Sveningen es una frontera trifinio, marcando el lugar donde convergen las fronteras de Bergen, Os y Samnanger. Las montañas Mosnuken y Lyshornet también se localizan en Os.

## Cultura

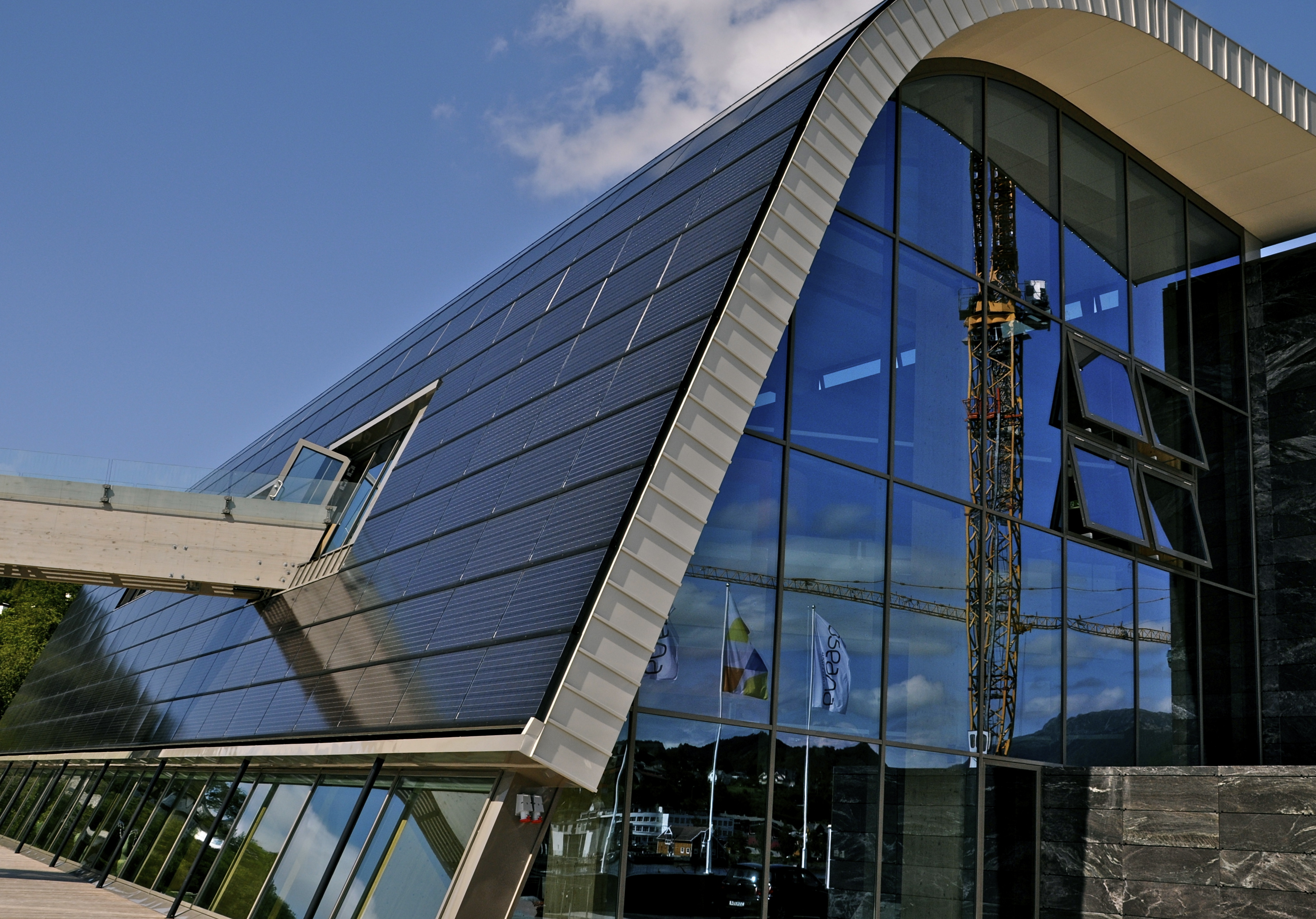
Centro cultural y de arte Oseana.

El Centro Cultural y de Arte Oseana se encuentra en Os, el cual alberga eventos artísticos y musicales durante todo el año. El edificio es prácticamente nuevo, y en 2011 ganó el Premio al Edificio del Año (en noruego: Årets Bygg) para Noruega.

## Industria
Os posee la tradición de la construcción de barcos pequeños desde comienzos del siglo XIX. El Oselvar es el barco tradicional de Os. Este pequeño barco de madera obtuvo su nombre del principal edificio en el que se construía durante el siglo XVIII, en la desembocadura del río Oselvar. Estos barcos han sido usados tradicionalmente para el trabajo diario y para acudir a la iglesia. Fueron diseñados tanto como veleros como botes de remos. Aún se construyen estos barcos al estilo tradicional en Os, y los turistas tienen la posibilidad de visitar y ver los trabajos de construcción.
El Oselvar es en la actualidad el barco oficial de Noruega. Con sus tradiciones, esta embarcación se ha convertido en un símbolo de la nación, siendo el mostrado en el escudo de armas de Os.
Hagavik, un pueblo en el municipio de Os, también cuenta con una compañía constructora de barcos modernos, Askeladden Boats AS. Askeladden es el mayor fabricante de Noruega de embarcaciones de recreo.

## Transporte

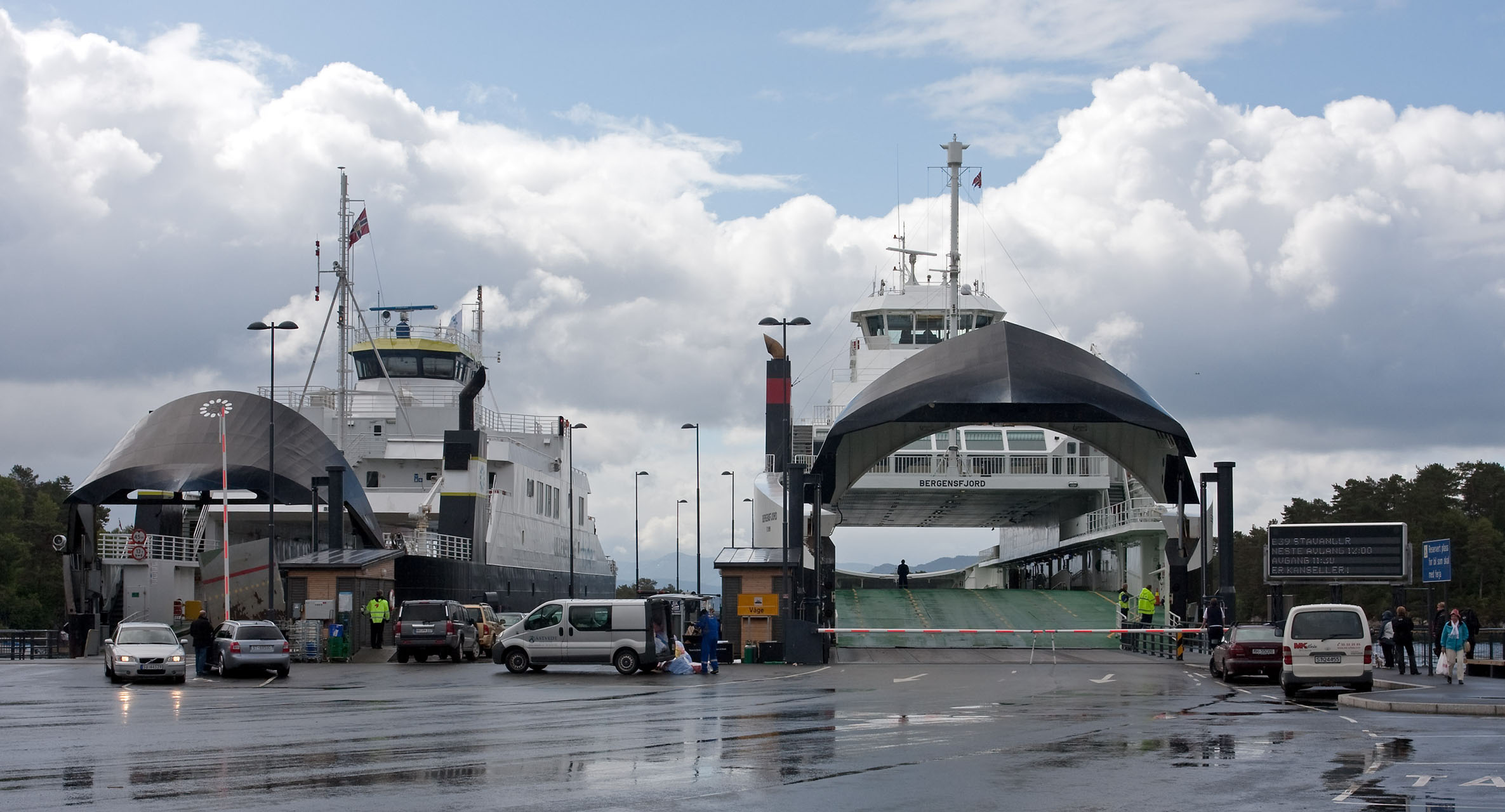
Halhjem 01

La ruta europea 39 discurre a través de Os desde la ciudad de Bergen (al norte), hasta el embarcadero de Halhjem, en la costa del fiordo Bjørnafjorden. El embarcadero tiene dos rutas habitualmente programadas que pasan por este punto para cruzar el fiordo. Hay un ferry desde Halhjem hasta Våge en la isla de Tysnesøya, en el municipio de Tysnes, al sudeste. También hay un ferry (que es parte de la carretera E39) desde Halhjem hasta Sandvika, justo al norte del pueblo de Fitjat, en el municipio de Fitjar, al sur.
El gobierno noruego planea construir un puente o un túnel para proporcionar acceso por carretera al fiordo Bjørnafjorden. Cuando se complete, el término norte estará en Os.

## Demografía
| Gráfica de evolución demográfica de Os entre 1951 y 2031 (previsión) |
|                                                                      |
| Fuente Statistics Norway- elaboración gráfica de Wikipedia           |

El 1 de enero de 2014, Os tenía una población de 18678 personas, la cual supone una densidad de población de 139.9 habitantes por kilómetro cuadrado, en comparación con la media del condado de unas 30 personas por kilómetro cuadrado y la media nacional de 15 personas por kilómetro cuadrado. Alrededor del 80 % de la población de Os vive en asentamientos municipales. Sobre el 1,9% de la población se encontraba en situación de desempleo, siendo la media del condado del 2,6 %. Un 26 % de los trabajadores estaban empleados en la administración pública; un 2 % tenía su empleo en el sector primario; un 28,2 % trabajaba en el sector secundario; y un fuerte 69,3 % en el sector servicios. En el período del 29 de octubre al 4 de noviembre de 2001, el 45,7 % de la población de Os se veía obligada a desplazarse fuera del municipio para trabajar, especialmente a Bergen. En el mismo período, Os recibía una media diaria de 753 trabajadores de otros municipios, un 15,8 % de los empleados de Os. En 2006, Os tenía una media de 3001 personas que tenían que desplazarse fuera diariamente para trabajar.

## Residentes notables
El famoso violinista Ole Bull construyó su residencia de verano en Os, en una isla llamada Lysøen. Este edificio fue inspirado por sus viajes, especialmente aquellos a Oriente Medio. Lysøen era originalmente propiedad de Monasterio Lyse, cuyas ruinas aún se mantienen y reciben visitas con frecuencia. La cantante Aurora Aksnes es originaria de Os.